# Comuna Radlje ob Dravi
Radlje ob Dravi (Občina Radlje ob Dravi) este o comună din Slovenia, cu o populație de 6.148 de locuitori (2002).

## Localități
Brezni Vrh, Dobrava, Radelca, Radlje ob Dravi, Remšnik, Spodnja Orlica, Spodnja Vižinga, Sveti Anton na Pohorju, Sveti Trije Kralji, Šent Janž pri Radljah, Vas, Vuhred, Zgornja Vižinga, Zgornji Kozji Vrh